# Nekrolog 1745
Nekrolog
◄◄
| ◄
| 1741
| 1742
| 1743
| 1744
| 1745 | 1746 | 1747 | 1748 | 1749 | ► | ►►
Weitere Ereignisse | Allgemeiner Nekrolog 1745
Die Beschreibung der verstorbenen Person sollte so kurz wie möglich gehalten sein und nur deren signifikante Tätigkeit(en) enthalten.
Neue Namen ggf. auch unter dem Geburts- und Sterbedatum, also etwa unter 1. Januar und im Geburts- und Sterbejahr (2024) eintragen (nur bei entsprechender großer Wichtigkeit). Für Beispiele siehe die schon vorhandenen Artikel.
Außerdem über die fünf zuletzt Verstorbenen, zu denen es einen ausreichend guten Artikel für eine Präsentation auf der Hauptseite gibt, nach der todesbedingten Überarbeitung der Artikel ggf. auch unter Wikipedia Diskussion:Hauptseite informieren und sie am besten auch in den anderen Wikipedia-Sprachversionen eintragen. Tipp: Regelmäßig bei news.google.de nach „ist tot“, „gestorben“ oder „verstorben“ suchen.
Wenn eine Person gestorben ist, gibt es viele Seiten zu dieser Person in der Wikipedia, die davon auch betroffen sind und entsprechend aktualisiert werden müssen. Beispiele: Namenübersichtsseite, Geburtsjahr, Geburtsort-Seiten und viele mehr.
Wie finde ich die betroffenen Seiten?
Im Suchfeld auf der linken Seite gibt man den Suchbegriff so ein: „Vorname Nachname“. Dann klickt man auf Volltext und alle Seiten mit entsprechendem Suchtext werden aufgerufen. Hier sieht man dann schnell, wo auch das Todesjahr Sinn macht oder sogar ein Teil des Artikels angepasst werden muss. Auch hilft das „Werkzeug“ auf der linken Seite sehr gut, um solche Seiten aufzufinden: „Links auf diese Seite“. Somit ist die Wikipedia wieder aktuell in allen Bereichen! Hinweis: bei Eintragung der Kategorie „Gestorben JAHR“ wird der Missbrauchsfilter 49 ausgelöst, was jedoch nicht schlimm ist. Siehe: Spezial:Missbrauchsfilter/49
Dies ist eine Liste von im Jahr 1745 verstorbenen bekannten Persönlichkeiten. Die Einträge erfolgen innerhalb der einzelnen Daten alphabetisch sortiert. Tiere sind im Nekrolog für Tiere zu finden.

## Januar
| Tag        | Name                         | Beruf, bekannt als                                 | Alter | Beleg |
| ---------- | ---------------------------- | -------------------------------------------------- | ----- | ----- |
| 2. Januar  | Alessandro Zondadari         | italienischer Geistlicher und Erzbischof von Siena | 75    |       |
| 3. Januar  | Jean de Bodt                 | sächsischer General und Architekt                  |       |       |
| 12. Januar | Basilio Asquini              | römisch-katholischer Geistlicher und Biograf       | 62    |       |
| 16. Januar | Johannes Wessel              | deutscher reformierter Theologe                    | 73    |       |
| 19. Januar | Matthias Christoph Wiedeburg | deutscher Kantor, Kapellmeister und Komponist      | 54    |       |
| 20. Januar | Karl VII.                    | Kurfürst von Bayern, römisch-deutscher Kaiser      | 47    |       |
| 22. Januar | Georg Andreas Wolfgang d. J. | deutscher Maler                                    |       |       |
| 23. Januar | Johann Christian Clodius     | deutscher Arabist, Philologe und Hebraist          |       |       |
| 24. Januar | Wincenty Maxylewicz          | polnischer Komponist und Dirigent                  |       |       |
| 25. Januar | Georg Tobias Pistorius       | deutscher Jurist und Historiker                    | 79    |       |
| Januar     | Michael Bauer                | deutscher Bergsänger                               | 82    |       |
| Januar     | Giovanni Lorenzo Gregori     | italienischer Komponist des Barock                 |       |       |

## Februar
| Tag         | Name                                      | Beruf, bekannt als                                                  | Alter | Beleg |
| ----------- | ----------------------------------------- | ------------------------------------------------------------------- | ----- | ----- |
| 3. Februar  | Maria Junius                              | niederländische Schauspielerin und Ausstatterin                     | ≈68   |       |
| 4. Februar  | Georg Ermel                               | deutscher Pädagoge                                                  | 86    |       |
| 5. Februar  | Anna Luise Föhse                          | Reichsgräfin Anhalt-Dessau                                          | 67    |       |
| 6. Februar  | Theodor Lubomirski                        | Krakauer Woiwode, kaiserlicher Feldmarschall                        |       |       |
| 8. Februar  | Karl                                      | deutscher Fürst                                                     | 62    |       |
| 9. Februar  | Eucharius Gottlieb Rink                   | deutscher Jurist und Heraldiker                                     | 74    |       |
| 10. Februar | Johann Ernst Wenigk                       | deutscher lutherischer Theologe, Geistlicher und Kirchenlieddichter | 42    |       |
| 14. Februar | Christoph Gottehr Burghart                | deutscher Lyriker und Mediziner                                     | 61    |       |
| 18. Februar | Nicola Fago                               | italienischer Komponist des Barock                                  | 67    |       |
| 19. Februar | Raban Heinrich von Spiegel zu Peckelsheim | Domherr und Domkustos in Naumburg, Erbmarschall in Paderborn        | 47    |       |
| 20. Februar | Gottlieb Gaudlitz                         | deutscher lutherischer Theologe                                     | 50    |       |
| 23. Februar | Joseph Effner                             | Baumeister, Gartenarchitekt, Dekorateur                             |       |       |

## März
| Tag      | Name                                | Beruf, bekannt als                                       | Alter | Beleg |
| -------- | ----------------------------------- | -------------------------------------------------------- | ----- | ----- |
| 6. März  | Johann Wilhelm von Göbel            | deutscher Jurist und Hochschullehrer                     | 61    |       |
| 14. März | Ludwig Alexander Rölemann von Quadt | königlich-preußischer Wirklicher Geheimer Staatsminister |       |       |
| 15. März | Michel de La Barre                  | französischer Flötist und Komponist                      |       |       |
| 16. März | Elias David Häusser                 | deutscher Architekt des Spätbarock                       |       |       |
| 18. März | Robert Walpole                      | erster Premierminister Großbritanniens                   | 68    |       |
| 19. März | Giovanni Francesco Guerniero        | italienischer Architekt und Bildhauer                    |       |       |
| 25. März | Georg Michael Preu                  | evangelischer Theologe                                   | 64    |       |
| 30. März | Alexander Ferdinand von Velen       | Domherr in Münster                                       | 45    |       |

## April
| Tag       | Name                              | Beruf, bekannt als                                  | Alter | Beleg |
| --------- | --------------------------------- | --------------------------------------------------- | ----- | ----- |
| 6. April  | Claude Théophile de Béziade       | französischer Militär und Diplomat                  | 89    |       |
| 12. April | Johann Jakob Samhammer            | deutscher Architekt                                 | 60    |       |
| 14. April | Salomon Düsseldorf                | deutscher Hofjuwelier jüdischer Herkunft            |       |       |
| 17. April | Hyazinth Malachow von Malachowski | preußischer Oberst, Chef des Husarenregiments Nr. 3 |       |       |
| 18. April | Francesco Venturini               | Violinist und Komponist                             |       |       |
| 23. April | Anne Jacques de Bullion           | französischer Militär                               | 65    |       |
| 27. April | Jean-Baptiste Morin               | französischer Komponist                             | 68    |       |
| 30. April | Robert Douglas                    | schottischer Politiker und Offizier                 |       |       |

## Mai
| Tag     | Name                              | Beruf, bekannt als                                                                            | Alter | Beleg |
| ------- | --------------------------------- | --------------------------------------------------------------------------------------------- | ----- | ----- |
| 9. Mai  | Tomaso Antonio Vitali             | italienischer Violinist und Komponist                                                         | 82    |       |
| 10. Mai | Hermann Riedesel zu Eisenbach     | Minister, 21. Hessischer Erbmarschall, Burggraf von Friedberg, Kurator der Universität Gießen | 62    |       |
| 10. Mai | Johann Heinrich Ringier           | Schweizer Theologe                                                                            |       |       |
| 13. Mai | Charles Étienne Jordan            | Prediger, Gelehrter, Berater Friedrichs des Großen, Freimaurer                                | 44    |       |
| 13. Mai | Franz Trumler                     | italienischer Steinmetzmeister des Barock                                                     |       |       |
| 14. Mai | Franz Leopold von Sternberg       | böhmischer Adliger und Staatsmann                                                             | 64    |       |
| 16. Mai | Lothar Johann Karl von Bettendorf | Oberamtmann in Königstein und Kurmainzer Großhofmeister                                       | 70    |       |
| 21. Mai | Heinrich von Saldern              | preußischer Generalmajor, Kommandant der Festung Cosel, Amtshauptmann von Zossen              | 51    |       |
| 22. Mai | François-Marie de Broglie         | französischer Feldherr, Marschall von Frankreich                                              | 74    |       |
| 23. Mai | Jean Adam Acker                   | Stadtkachler in Straßburg                                                                     |       |       |
| 28. Mai | Jonathan Richardson               | britischer Porträtmaler                                                                       |       |       |
| 29. Mai | Johann Caspar Santoroc            | deutscher klassischer Philologe                                                               | 63    |       |
| 30. Mai | Johann Adam Kulmus                | deutscher Anatom                                                                              | 56    |       |

## Juni
| Tag      | Name                                               | Beruf, bekannt als                                                                          | Alter | Beleg |
| -------- | -------------------------------------------------- | ------------------------------------------------------------------------------------------- | ----- | ----- |
| 4. Juni  | Kaspar Friedrich von Kahlbutz                      | preußischer Oberst                                                                          |       |       |
| 4. Juni  | Johann Anton von Kuefstein                         | kaiserlicher Generalfeldwachtmeister, Stifter einer Nebenlinie der Greilenstein’schen Linie | 56    |       |
| 4. Juni  | Johann Wilhelm von Sachsen-Coburg-Saalfeld         | Herzog von Sachsen-Coburg-Saalfeld                                                          | 19    |       |
| 4. Juni  | Friedrich Sebastian Wunibald Truchsess zu Waldburg | königlich preußischer Generalleutnant, Ritter des Johanniterordens und Komtur von Lagow     |       |       |
| 8. Juni  | Stephen Switzer                                    | englischer Gartenkünstler und Verfasser von Gartenbüchern                                   |       |       |
| 16. Juni | Claude-Antoine Duding                              | Schweizer römisch-katholischer Geistlicher und Bischof von Lausanne                         | 63    |       |
| 21. Juni | Bernhard Raupach                                   | deutscher lutherischer Geistlicher und Kirchenhistoriker                                    | 63    |       |
| 24. Juni | Friedrich von Görne                                | preußischer Beamter und Staatsmann                                                          | 74    |       |
| 25. Juni | Martin Heinrich Fuhrmann                           | deutscher Kantor und Musiktheoretiker                                                       | 75    |       |
| 28. Juni | Antoine Forqueray                                  | französischer Komponist und Gambist                                                         | 72    |       |

## Juli
| Tag      | Name                             | Beruf, bekannt als                                                           | Alter | Beleg |
| -------- | -------------------------------- | ---------------------------------------------------------------------------- | ----- | ----- |
| 6. Juli  | Ignatius Joseph von Lützow       | deutscher römisch-katholischer Priester und Domherr in Lübeck                | 49    |       |
| 8. Juli  | Gundaker Thomas Starhemberg      | österreichischer Finanzfachmann und Präsident der Ministerialbancodeputation | 81    |       |
| 14. Juli | Hermann Adolf le Févre           | deutscher Jurist und Ratssekretär der Hansestadt Lübeck                      | 36    |       |
| 14. Juli | Hans Kaspar von Kleist           | königlich preußischer Offizier                                               |       |       |
| 18. Juli | Hans Heinrich Adam von Schütz    | preußischer Oberstleutnant                                                   |       |       |
| 23. Juli | Georg Friedrich Gmelin           | deutscher Mediziner                                                          | 66    |       |
| 24. Juli | Meinwerk Kaup                    | deutscher Weihbischof von Paderborn                                          | 54    |       |
| 25. Juli | Pierre Alexis Delamair           | französischer Barock-Architekt                                               |       |       |
| 28. Juli | Hermann Dietrich Meibom          | deutscher Jurist, Historiker und Hochschullehrer                             | 73    |       |
| 29. Juli | Johann Gottfried von Diesseldorf | Danziger Gelehrter, dann Bürgermeister und Burggraf von Danzig               | 76    |       |
| 31. Juli | Karl Heinrich von Hornstein      | Ritter des Deutschen Ordens                                                  | 77    |       |

## August
| Tag        | Name                             | Beruf, bekannt als                                                                | Alter | Beleg |
| ---------- | -------------------------------- | --------------------------------------------------------------------------------- | ----- | ----- |
| 1. August  | Gottlob Adolph                   | deutscher Kirchenlieddichter                                                      | 59    |       |
| 3. August  | Johann Paul Schilck              | österreichischer Steinmetzmeister des Barock, Richter in Kaisersteinbruch         |       |       |
| 5. August  | Akinfi Nikititsch Demidow        | russischer Industrieller                                                          |       |       |
| 11. August | Adam Horatio Casparini           | deutscher Orgelbauer                                                              | 69    |       |
| 13. August | Ernst Friedrich II.              | Herzog von Sachsen-Hildburghausen                                                 | 37    |       |
| 20. August | Michael Christian Rusmeyer       | deutscher evangelischer Theologe und schwedisch-pommerscher Generalsuperintendent | 58    |       |
| 21. August | Heinrich von Bünau               | königlich-polnischer und kurfürstlich-sächsischer Geheimer Rat und Kanzler        | 80    |       |
| 26. August | Georg Heinrich Bümler            | Kapellmeister, Komponist und Musiktheoretiker                                     | 75    |       |
| 26. August | Gotthelf Friedrich von Schönberg | kursächsischer Kammerherr                                                         |       |       |
| 30. August | Jean-Baptiste-Maurice Quinault   | französischer Schauspieler und Komponist                                          | 57    |       |

## September
| Tag           | Name                                           | Beruf, bekannt als                                                                                     | Alter   | Beleg |
| ------------- | ---------------------------------------------- | --- | ------- | ----- |
| 4. September  | Oleksa Dowbusch                                | ukrainischer Rebellenführer                                                                            | etwa 45 |       |
| 4. September  | Christian Ernst                                | Herzog von Sachsen-Coburg-Saalfeld (1729–1745)                                                         | 62      |       |
| 5. September  | Simon-Joseph Pellegrin                         | französischer Dichter, Librettist und Dramaturg                                                        |         |       |
| 7. September  | Erdmann II. von Promnitz                       | Reichsgraf von Promnitz, Standesherr zu Sorau, Triebel und Pleß                                        | 62      |       |
| 13. September | Jakob Jenewein                                 | österreichischer Barockmaler                                                                           |         |       |
| 14. September | Martino Altomonte                              | Begründer der selbständigen Barockmalerei im österreichischen Raum                                     | 88      |       |
| 15. September | Carl Siegmund Graf und Herr von Aufseß         | letzter Graf von Aufseß                                                                                | 60      |       |
| 24. September | Johann Heinrich Fäsi                           | Schweizer evangelischer Geistlicher                                                                    | 86      |       |
| 19. September | Ernst Salomon Cyprian                          | deutscher lutherischer Theologe und Bibliothekar                                                       | 71      |       |
| 30. September | Albrecht von Braunschweig-Wolfenbüttel         | preußischer Generalmajor                                                                               | 20      |       |
| 30. September | Wolf Alexander Ernst Christoph von Blanckensee | preußischer Generalmajor, Chef des Infanterieregiments Nr. 23, Amtshauptmann von Neidenburg und Soldau | 61      |       |
| 30. September | Georg Vivigenz von Wedel                       | preußischer Oberstleutnant                                                                             | 34      |       |
| September     | Louis Francœur                                 | französischer Komponist und Violinist                                                                  |         |       |

## Oktober
| Tag         | Name                            | Beruf, bekannt als                                                         | Alter | Beleg |
| ----------- | ------------------------------- | -------------------------------------------------------------------------- | ----- | ----- |
| 2. Oktober  | Heinrich Klausing               | deutscher lutherischer Theologe, Mathematiker, Astronom und Polyhistor     | 69    |       |
| 14. Oktober | Gottfried Emanuel von Einsiedel | königlich preußischer Generalleutnant und Träger des Schwarzen Adlerordens | 55    |       |
| 15. Oktober | Johann Maximilian von Welsch    | deutscher Architekt des Barock und Festungsbaumeister                      | 74    |       |
| 18. Oktober | Jacques Autreau                 | französischer Maler und Dramatiker                                         | 87    |       |
| 18. Oktober | Johann Christian Biel           | deutscher lutherischer Theologe und Geistlicher                            |       |       |
| 19. Oktober | Jonathan Swift                  | englisch-irischer Schriftsteller und Satiriker                             | 77    |       |
| 23. Oktober | Johann Alexander Döderlein      | deutscher Gelehrter                                                        | 70    |       |
| 23. Oktober | Ludwig Gruno von Hessen-Homburg | russischer Generalfeldmarschall                                            | 40    |       |
| 29. Oktober | Johann Baptist Haus             | Schweizer römisch-katholischer Geistlicher und Weihbischof in Basel        | 73    |       |
| 30. Oktober | Adam Levin von Witzleben        | dänischer Geheimer Rat                                                     | 57    |       |
| Oktober     | Ludwig Dietrich von Pfuhl       | kaiserlicher Feldmarschall-Leutnant und Kommandant der Festung Kehl        | 75    |       |

## November
| Tag          | Name                                      | Beruf, bekannt als                                          | Alter | Beleg |
| ------------ | ----------------------------------------- | ----------------------------------------------------------- | ----- | ----- |
| 4. November  | Hieronymus Hau                            | deutscher Maler                                             |       |       |
| 4. November  | Dietrich Hermann Kemmerich                | deutscher Rechtswissenschaftler                             | 68    |       |
| 9. November  | Friedrich Wilhelm Hensing                 | deutscher Arzt, Anatom und Ordinarius für Medizin in Gießen | 26    |       |
| 16. November | James Butler, 2. Duke of Ormonde          | anglo-irischer Staatsmann und Heerführer                    | 80    |       |
| 16. November | Johann Lucas von Hildebrandt              | Baumeister im Zeitalter des Barock                          | 77    |       |
| 22. November | Simon Peter Gasser                        | deutscher Rechtswissenschaftler und Ökonom                  | 69    |       |
| 24. November | Johann Baptist Bartholotti von Partenfeld | Reichsgraf, Pandurenkommandeur                              | 44    |       |
| 26. November | Johann Christoph Krüsike                  | deutscher evangelischer Theologe und Dichter                | 63    |       |
| 30. November | Johann Bessler                            | deutscher Erfinder                                          |       |       |
| November     | Christoph Gottlieb Wend                   | deutscher Schriftsteller, Librettist und Übersetzer         |       |       |

## Dezember
| Tag          | Name                                       | Beruf, bekannt als | Alter | Beleg |
| ------------ | ------------------------------------------ | --- | ----- | ----- |
| 1. Dezember  | Georg Carl von Haugwitz                    | kursächsischer und polnischer Generalmajor | 71    |       |
| 6. Dezember  | Imre Esterházy de Galántha                 | Metropolit, Erzbischof von Esztergom und Primas von Ungarn                                                                                          | 82    |       |
| 6. Dezember  | Christoph Förster                          | deutscher Komponist des Spätbarock | 52    |       |
| 6. Dezember  | Johann Laurenz Freiherr von Schiller       | Adliger und Politiker |       |       |
| 12. Dezember | Johann Jacob Vitriarius                    | Schweizer Rechtsgelehrter | 66    |       |
| 13. Dezember | Friedrich Alexander von Roëll              | preußischer Generalleutnant, Chef des Dragonerregiments Nr. 7                                                                                       |       |       |
| 13. Dezember | Giovanni Verocai                           | italienischer Komponist und Violinist |       |       |
| 15. Dezember | Hans Kaspar von Herzberg                   | preußischer Generalmajor, Chef eines Altpreußischen Infanterieregiments                                                                             |       |       |
| 16. Dezember | Pierre François Guyot Desfontaines         | französischer Literaturkritiker, Journalist und Schriftsteller                                                                                      |       |       |
| 16. Dezember | Johann Wilhelm Wagner                      | deutscher Astronom | 64    |       |
| 19. Dezember | Ernst Ludwig von Goetze                    | preußischer Generalmajor |       |       |
| 19. Dezember | Jean-Baptiste van Loo                      | französischer Maler | 61    |       |
| 23. Dezember | Jan Dismas Zelenka                         | böhmischer Komponist des Spätbarock |       |       |
| 24. Dezember | Louise-Madeleine de La Motte               | Mutter von Madame de Pompadour | 46    |       |
| 25. Dezember | Pierre Boué                                | Kaufmann, Reeder und Gründer einer Werft | 68    |       |
| 27. Dezember | Friedrich Christoph Christian von Rindtorf | preußischer Generalmajor, Erbherr auf Rindtorf, Groß-Alsleben und Ballenstedt sowie Kanon des Nikolaistifts in Magdeburg, Chef des Regiments Nr. 46 |       |       |
| 31. Dezember | Samuel Güldin                              | Schweizer Pietist | 81    |       |

## Datum unbekannt
| Tag                   | Name                              | Beruf, bekannt als                                                                                | Alter | Beleg |
| --------------------- | --------------------------------- | ------------------------------------------------------------------------------------------------- | ----- | ----- |
|                       | António de Albuquerque Coelho     | portugiesischer Kolonialverwalter                                                                 |       |       |
|                       | Christoph von Bassewitz           | Fürstlich Bayreuthischer Geheimer Rat, Generalmajor und Erbauer des Herrenhauses von Hohen Luckow |       |       |
|                       | Joachim Lütke von Bassewitz       | Klosterhauptmann von Dobbertin, deutsch-schwedischer Offizier und Politiker                       |       |       |
|                       | Johann Felix Bielcke              | deutscher Buchdrucker, Buchhändler und Verleger                                                   |       |       |
|                       | David Erskine, 9. Earl of Buchan  | schottischer Adeliger                                                                             |       |       |
|                       | Titus de Favre                    | deutscher Architekt und Oberbaudirektor                                                           |       |       |
|                       | Karl Dietrich Anton von Gemmingen | Grundherr im Biet                                                                                 |       |       |
|                       | Andreas Hafenegger                | österreichischer Architekt und Baumeister des Barock                                              |       |       |
|                       | Anton Friedrich Harms             | deutscher Maler, Bühnenbildner und Kunstschriftsteller                                            |       |       |
|                       | Johann Friedrich Hodann           | deutscher Theologe, Pädagoge, Sekretär von Gottfried Wilhelm Leibniz                              |       |       |
|                       | İbrahim Müteferrika               | osmanischer Gelehrter und Diplomat ungarischer Herkunft                                           |       |       |
|                       | Henry Jennings                    | britischer Freibeuter und Pirat                                                                   |       |       |
|                       | Giovanni Francesco Marchini       | italienischer Maler des Barock                                                                    |       |       |
|                       | Anna van Rijndorp                 | niederländische Schauspielerin und Theaterregisseurin                                             |       |       |
|                       | Abraham Rozanes                   | Großrabbiner in Konstantinopel (1720–1745)                                                        |       |       |
|                       | Johann Seger Ruland               | deutscher Kaufmann, Apotheker, Weinbauer                                                          |       |       |
|                       | Johann Theodor von Scheffer       | württembergischer Geheimer Rat, Oberhofkanzler                                                    |       |       |
| August oder September | Galdan Tsereng                    | Dschungaren-Herrscher                                                                             |       |       |
|                       | Georg Daniel Seyler               | deutscher Rektor des Elbinger Gymnasiums (1734–1745)                                              |       |       |
|                       | Philippe Vayringe                 | französischer Instrumentenbauer                                                                   |       |       |
|                       | Immanuel Weismann                 | deutscher Mediziner, Stadtphysicus in Urach und Mitglied der Gelehrtenakademie „Leopoldina“       |       |       |